# Bagratuni
Bagratuni (arm. Բագրատունի) su bili pripadnici armenske dinastije koja je od 9. do 11. stoljeća vladala područjima današnje Armenije i istočne Turske. Iako povijest plemićke kuće Bagratida datira stoljećima unatrag, vladajuću dinastiju je 861. godine osnovao Ašot I. koji je ostao upamćen po sukobima s abasidskim kalifatom. Iduća dva stoljeća obilježavaju i lokalni sukobi s iranskim dinastijama poput Sadžida, a dinastija se gasi 1045. godine kada bagratidski vladar Gagik II. predaje Armeniju pod okrilje Bizanta. Područja pod bagratidskom upravom bila su Syunik, Lori, Vaspurakan, Vanand, Taron i Tayk.